# Aardbeving Uden 1843
De aardbeving bij Uden op 6 april 1843 omstreeks 5:30 was een middelzware aardbeving, met een sterkte van 4,8 op de schaal van Richter en een intensiteit van V-VI op de 12-delige schaal van Mercalli. Het epicentrum van deze aardbeving lag bij het Brabantse Uden. 
 De beving werd in grote delen van Nederland gevoeld. De schok werd voorafgegaan door enkele lichtere schokken.